# Maxinéri
Maxinéri (Machineri, Manchineri, Mashineri), pleme američkih Indijanaca porodice Arawakan, nastanjeno u zapadnobrazilskoj državi Acre na rijeci Rio Yaco. Maxinéri možda nisu identični Manitenérima iz iste države, a to se izgleda odnosi i na njihove jezike. Danas žive na rezervatima Terra Indígena Manchineri do Guanabara, Mamoadate i Cabeceira do Rio Acre. Populacija: 400 (1995 AMTB).